# David Cemschi
David Cemschi /david t͡ʃemski/ (ur. 12 maja 1995) – mołdawski piłkarz występujący na pozycji bocznego obrońcy w drużynie Sportis Łochowo. Jest zawodnikiem lewonożnym.

## Statystyki kariery klubowej
Stan na 26 czerwca 2018.
| Klub                        | Sezon                       | Liga                        | Liga  | Liga   | Puchar krajowy | Puchar krajowy | Puchar ligi | Puchar ligi | Puchary europejskie | Puchary europejskie | Suma  | Suma   |
| Klub                        | Sezon                       | Liga                        | Mecze | Bramki | Mecze          | Bramki         | Mecze       | Bramki      | Mecze               | Bramki              | Mecze | Bramki |
| --------------------------- | --------------------------- | --------------------------- | ----- | ------ | -------------- | -------------- | ----------- | ----------- | ------------------- | ------------------- | ----- | ------ |
| Zarea Bielce                | 2012/2013                   | Divizia Națională           | 11    | 0      | ?              | ?              | –           | –           | –                   | –                   | ?     | ?      |
| Zarea Bielce                | 2013/2014                   | Divizia Națională           | 30    | 0      | ?              | ?              | –           | –           | –                   | –                   | ?     | ?      |
| Zarea Bielce                | 2014/2015                   | Divizia Națională           | 24    | 1      | ?              | ?              | –           | –           | –                   | –                   | ?     | ?      |
| FC Edineț                   | 2015/2016                   | Dywizja A                   | 9     | 1      | ?              | ?              | –           | –           | –                   | –                   | ?     | ?      |
| Petrocub Hîncești           | 2015/2016 (w)               | Divizia Națională           | 9     | 0      | ?              | ?              | –           | –           | –                   | –                   | ?     | ?      |
| Petrocub Hîncești           | 2016/2017                   | Divizia Națională           | 29    | 0      | ?              | ?              | –           | –           | –                   | –                   | ?     | ?      |
| Spicul Chișcăreni           | 2017                        | Divizia Națională           | 17    | 0      | ?              | ?              | –           | –           | –                   | –                   | ?     | ?      |
| Zarea Bielce                | 2018                        | Divizia Națională           | 11    | 0      | 2              | 0              | –           | –           | 0                   | 0                   | 13    | 0      |
| Łącznie w Divizia Națională | Łącznie w Divizia Națională | Łącznie w Divizia Națională | 131   | 1      | –              | –              | –           | –           | –                   | –                   | –     | –      |

## Statystyki kariery reprezentacyjnej
Stan na 26 czerwca 2018.
| Reprezentacja | Rok     | Mecze | Bramki |
| ------------- | ------- | ----- | ------ |
| Mołdawia U-19 | 2013    | 3     | 0      |
| Mołdawia U-19 | Ogólnie | 3     | 0      |